# Галагон
Галагон (осет. Галæгон) — в осетинской мифологии и нартском эпосе одно из божеств, хозяин ветров. 

## Мифология
Галагон живёт высоко в горах в одиночестве и посылает ураганы и метели. Во время сеяния зерна, чтобы посев прошёл благополучно, люди просили Галагона послать благоприятный ветер. Если же не было удобного ветра, то Галагону жертвовался красный петух — единственное приношение, которое он принимал от людей.
В нартском эпосе упоминается сказание о том, как Сослан, обслуживая на нартском пиршестве различных божеств, среди которых был и Галагон, просил у каждого из них дары, покровителями которых они являлись.

## Источник
- Дзадзиев А. Б., Этнография и мифология осетин, Владикавказ, 1994, стр. 43, ISBN 5-7534-0537-1